# Masami Kurumada
車田 正美
Œuvres principales
- B't X
- Otoko Zaka
- Saint Seiya
- Ring ni kakero
- Fūma no Kojirō

Masami Kurumada (車田 正美, Kurumada Masami) est un mangaka japonais né le 6 décembre 1953 à Tsukishima dans le quartier Chūō-ku de la préfecture de Tōkyō.
Il est principalement connu pour être le créateur du manga Saint Seiya (Les Chevaliers du Zodiaque) opéra qui connaît un succès mondial depuis de nombreuses années.

## Biographie
Au lycée, Masami Kurumada participe déjà à des concours de manga.
À l’âge de 21 ans, il débute avec Subekan Arashi, une œuvre qui ne remportera pas le succès. Celui-ci vient en 1977 avec Ring ni kakero (rebaptisé plus tard Ring ni Kakero 1), une série se déroulant dans le monde de la boxe en 25 tomes, étalés en quatre ans, qui ne connaîtra une adaptation animée qu'en 2004. C'est avec Ring ni Kakero qu'il établit ce qu'on retrouve dans les œuvres qui suivent (Les personnages qui se rassemblent pour former un groupe, utilisation de la mythologie grecque, asiatique, etc.) Au Japon, Ring ni kakero a connu un énorme succès, se vendant à plus de 13 millions d'exemplaires et n'a été dépassé que par son œuvre suivante, Saint Seiya.
Après Ring ni Kakero, il entreprend une nouvelle série qui s'intitule Fūma no Kojirō qui remporte un succès. Entre Kojiro et Saint Seiya (œuvre qui fut adaptée par la Toei Animation), Kurumada enchaîne avec des œuvres qui ne remportent pas de succès, qui sont Otoko Zaka, une œuvre de combat de rue en trois tomes ou il développe le concept de « Cosmo-energie » et Raimei no Zaji.
En 1985, c'est le début de Saint Seiya dans le Weekly Shonen Jump, un titre qui remporte le succès mondial depuis de nombreuses années au Japon et surtout en France, Espagne, Italie et Amérique latine; c'est aussi sa première œuvre adaptée en anime.
En 1992, espérant reprendre ce qui a fait le succès de son œuvre fétiche, il crée Silent Knight Shô, qui aurait pu être dans la lignée de Saint Seiya si on lui avait laissé le temps de continuer. Ces titres sont Akane iro no Kaze, une série à l'époque des samouraïs, violant des geishas, et Aoi Tori no Shinwa Blue Myth, une série sur le baseball.
En 1994, Kurumada saisit l'offre de la Kadokawa pour le mensuel Shonen Ace pour une série qui s'intitulera B't X (prononcée « Bit Ex »), une série de science fiction de 16 tomes mêlant la mythologie grecque et asiatique, avec laquelle il retrouve le succès et qui connaît une adaptation animée par la TMS.
Par la suite il a réalisé d'autres mangas comme une suite de Ring ni kakero c'est-à-dire Ring ni kakero 2, la suite de Saint Seiya c'est-à-dire Saint Seiya Next Dimension, la poursuite d'Otoko Zaka, etc.
Presque toutes ses œuvres ont fait l'objet d'un dessin animé japonais et d'innombrables produits dérivés.
En 2022 le manga Saint Seiya de Masami Kurumada a été estimé à environ 50 millions d'exemplaires vendus dans le monde, entrant ainsi dans la liste des 100 mangas les plus vendus au monde.

## Mangas
- Sukeban Arashi [スケ番あらし] (1974-75)
- Mikereko Rock [みけ猫ロック] (1976)
- Ring ni kakero [リングにかけろ] (1977-81)
- Mabudachi Jingi [真友仁義] (1978)
- Shiro Obi Taishō [白帯大将] (1979)
- Saigo! Jitsuroku! Shinwakai [実録！神輪会] (1979-83)
- Fūma no Kojirō [風魔の小次郎] (1982-83)
- Raimei no zaji [雷鳴のZAJI] (1983-88/2015) (suite sortie en 2015)
- Otoko Zaka [男坂] (1984-85/2014) (suite sortie en 2014)
- Saint Seiya [聖闘士星矢] (1986-90)
- Aoi tori no Shinwa: 〜Blue Myth〜 [青い鳥の神話] (1991-92)
- Silent Knight Shō [SILENT KNIGHT翔] (1992)
- Akaneiro no kaze [あかね色の風 -新撰組血風記録-] (1993-94)
- B't X [ビート・エックス] (1994-2000)
- Evil Crusher Maya [EVIL CRUSHER 魔矢] (1996)
- Ring ni kakero 2 [リングにかけろ2] (2001-2008)
- Saint Seiya: Next Dimension [聖闘士星矢 NEXT DIMENSION 冥王神話] (2006-2024)
- Ai no Jidai [藍の時代 一期一会] (2015)

## Livres
- Cosmo Special (1988)
- Burning Blood (1996, artbook)
- Saint Seiya Encyclopedia (2001, Artbook and character data collection)
- Saint Seiya Sora Kurumada Masami Illustrations (2004, Artbook and issues data collection)
- Raimei-ni Kike (Listen in the Lightning, 2006)
- Masami Kurumada best bout! (2 volumes, 2014)
- Saint Seiya 30 Shunen Kinen Gashu, Seiiki - Sanctuary[2]

## Mangas (d'autres auteurs) où Kurumada est le superviseur
- Saint Seiya, épisode G [聖闘士星矢 EPISODE.G] (2003-13) par Megumu Okada
- Fūma no Kojirō : Yagyū Ansatsuchō [風魔の小次郎 柳生暗殺帖] (2003) par Yuri Sōtarō
- Saint Seiya – The Lost Canvas [聖闘士星矢 THE LOST CANVAS 冥王神話] (2006-11) par Shiori Teshirogi
- Saint Seiya – The Lost Canvas Meiô Shinwa Gaiden [聖闘士星矢 THE LOST CANVAS 冥王神話外伝] (2011-16) par Shiori Teshirogi
- Saint Seiya – Saintia Shô [聖闘士星矢セインティア翔] (2013-??) par Chimaki KUORI
- Saint Seiya Omega [聖闘士星矢Ω] (2013) par Bau
- Saint Seiya – Episode.G Assassin [闘士星矢EPISODE.G アサシン] (2014-??) par Megumu Okada
- Saint Seiya La Guerre Sainte du XVe siècle et La Guerre Sainte du XIIIe siècle (2018)

## Illustrations
- Samurai Showdown (artworks)
- La Colère des Titans (affiches japonaise)

## Adaptations en animé des œuvres de Kurumada
- Saint Seiya [聖闘士星矢] (1986-89 -TV- 114ep)
- Saint Seiya ~ Jashin Eris [聖闘士星矢 邪神エリス] (1987 -FILM-): Saint Seiya - Légende de la pomme d' or
- Saint Seiya ~ Kamigami no Atsuki Tatakai [聖闘士星矢 神々の熱き戦い] (1988 -FILM-): Saint Seiya - La bataille des Dieux
- Saint Seiya ~ Shinku no Shōnen Densetsu [聖闘士星矢 真紅の少年伝説] (1988 -FILM-): Saint Seiya - Les guerriers d'Abel
- Saint Seiya ~ Saishū Seisen no Senshi-tachi [聖闘士星矢 最終聖戦の戦士たち] (1989 -FILM-): Saint Seiya - Le temple de Lucifer
- Fuma no Kojirou ~ Yasha-hen [風魔の小次郎 夜叉篇] (1989 -OAV- 6ep)
- Fuma no Kojirou ~ Seiken Sensou-hen [風魔の小次郎 聖剣戦争篇] (1990 -OAV- 6ep)
- Fuma no Kojirou ~ Fuma Hanran-hen [風魔の小次郎 風魔反乱篇] (1992 -FILM-)
- B'tX [ビート・エックス] (1996 -TV- 25ep)
- B'tX NEO [ビート・エックスネオ] (1997-98 -OAV- 14ep)
- Saint Seiya ~ Meiô Hades Juuni Kyuu Hen [聖闘士星矢 冥王ハーデス十二宮編] (2002 - OAV- 13ep)
- Saint Seiya Tenkai-hen Jousou ~Overture~ [聖闘士星矢 天界編 序奏 ~overture~] (2004 -FILM-)
- Ring ni Kakero 1 [リングにかけろ１] (2004 -TV- 12ep)
- Saint Seiya ~ Meiô Hades Meikai-hen Kôshô/Zenshô [聖闘士星矢 冥王ハーデス冥界編] (2005-06 -OAV- 12ep)
- Ring ni Kakero 1 ~ Nichibei Kessen Hen [リングにかけろ１ ～日米決戦編～] (2006 -TV- 12ep)
- Saint Seiya ~ Meiô Hades Elysion-hen [聖闘士星矢 冥王ハーデス エリシオン編] (2008 - OAV- 6ep)
- Ring ni Kakero 1 ~ Shadow-hen [リングにかけろ１ 影道編] (2010 -TV- 6ep)
- Ring ni Kakero 1 ~ Sekai Taikai-hen [リングにかけろ１ 世界大会編] (2011 -TV- 6ep)
- Saint Seiya Omega [聖闘士星矢Ω] (2012-14 -TV- 97ep)
- Saint Seiya: Legend of Sanctuary [聖闘士星矢 Legend of Sanctuary] (2014 -FILM-)
- Saint Seiya ~ Soul of Gold [聖闘士星矢 黄金魂] (2015 -ONA- 13ep)
- Knights of the Zodiac CGI Netflix, Chruncyroll (trois saisons à partir de 2019).

## Adaptations en prises de vues réelles ou musicales
- Saint Seiya ~ Musical (1991 - comédie musicale) adaptation de l'arc Poséidon
- Fūma no Kojirō [風魔の小次郎] (2007 -TV- 13ep)
- Saint Seiya ~ Super Musical (2011 - comédie musicale) adaptation du film Eris
- Knights of the Zodiac (聖闘士星矢 The Beginning?) de Tomasz Bagiński (2023)

## Produits dérivés
Nombreux sont les produits de merchandising relative à des travaux de Kurumada : modèles(actions figure), VHS, DVD, Blu-ray, CD musical, jouets(Playstation, jeux on-line, etc), vêtements, cards, etc., vendus partout dans le monde avec un grand succès.